# Dorgon
Dorgon (en chino:Chengzong o Ch'eng-tsung) (17 de noviembre de 1612, Yenden, Manchuria - 31 de diciembre de 1650, Kharahotu) fue el príncipe de los manchúes, que ayudó a fundar la dinastía Qing en China.
Se asoció con su antiguo enemigo Wu Sangui para sacar al rebelde chino Li Zicheng de Pekín, donde este había ya derrocado al último emperador de la dinastía Ming. 
Aunque algunos querían subir a Dorgon al trono, él se las arregló para que su sobrino Fu-lin fuera proclamado emperador (Dorgon actuó como regente); esta lealtad y desinterés le granjeó un muy buen concepto de futuros historiadores.
- Datos: Q380573
- Multimedia: Dorgon, Prince Rui / Q380573